# Chalcurgus
Chalcurgus är ett släkte av skalbaggar. Chalcurgus ingår i familjen stumpbaggar.
Kladogram enligt Catalogue of Life:
| Chalcurgus | \| \| Chalcurgus cavifrons \| \| \| \| \| \| Chalcurgus minor \| \| \| \| |
|            | \| \| Chalcurgus cavifrons \| \| \| \| \| \| Chalcurgus minor \| \| \| \| |
|            | Chalcurgus cavifrons                                                      |
|            |                                                                           |
|            | Chalcurgus minor                                                          |
|            |                                                                           |